# Parafia Przemienienia Pańskiego w Stargardzie (polskokatolicka)
Parafia Przemienienia Pańskiego w Stargardzie – parafia Kościoła Polskokatolickiego w RP, położona w dekanacie pomorsko-wielkopolskim diecezji wrocławskiej.
Parafia użytkuje zabytkowy, XIX-wieczny kościół Przemienienia Pańskiego, znajdujący się przy ulicy Nadbrzeżnej.